# أورتوري
أورتوري، (بالإنجليزية: Ortueri)‏، هي بلدية، في مقاطعة نوورو، في إقليم سردينيا الإيطالي، وتقع على بعد حوالي 90 كم (56 ميل) شمال كالياري، وحوالي 45 كم (28 ميل) جنوب غرب نوورو.

## السكان
في سنة 1861 بلغ عدد السكان 1٬643 نسمة، وتطور العدد ليصل في سنة 2011 لـ 1٬262 نسمة.
يظهر هذا المخطط البياني تطور النمو السكاني لـ أورتوري